# Maria di Württemberg (Langravia d'Assia-Philippsthal)
Maria di Württemberg (nome completo in tedesco Marie Alexandrine Auguste Luise Eugenie Mathilde; Pokój, 25 marzo 1818 – Philippsthal, 10 aprile 1888) è stata langravia consorte d'Assia-Philippsthal dal 1849 al 1866, come moglie di Carlo II.

## Biografia

### Infanzia

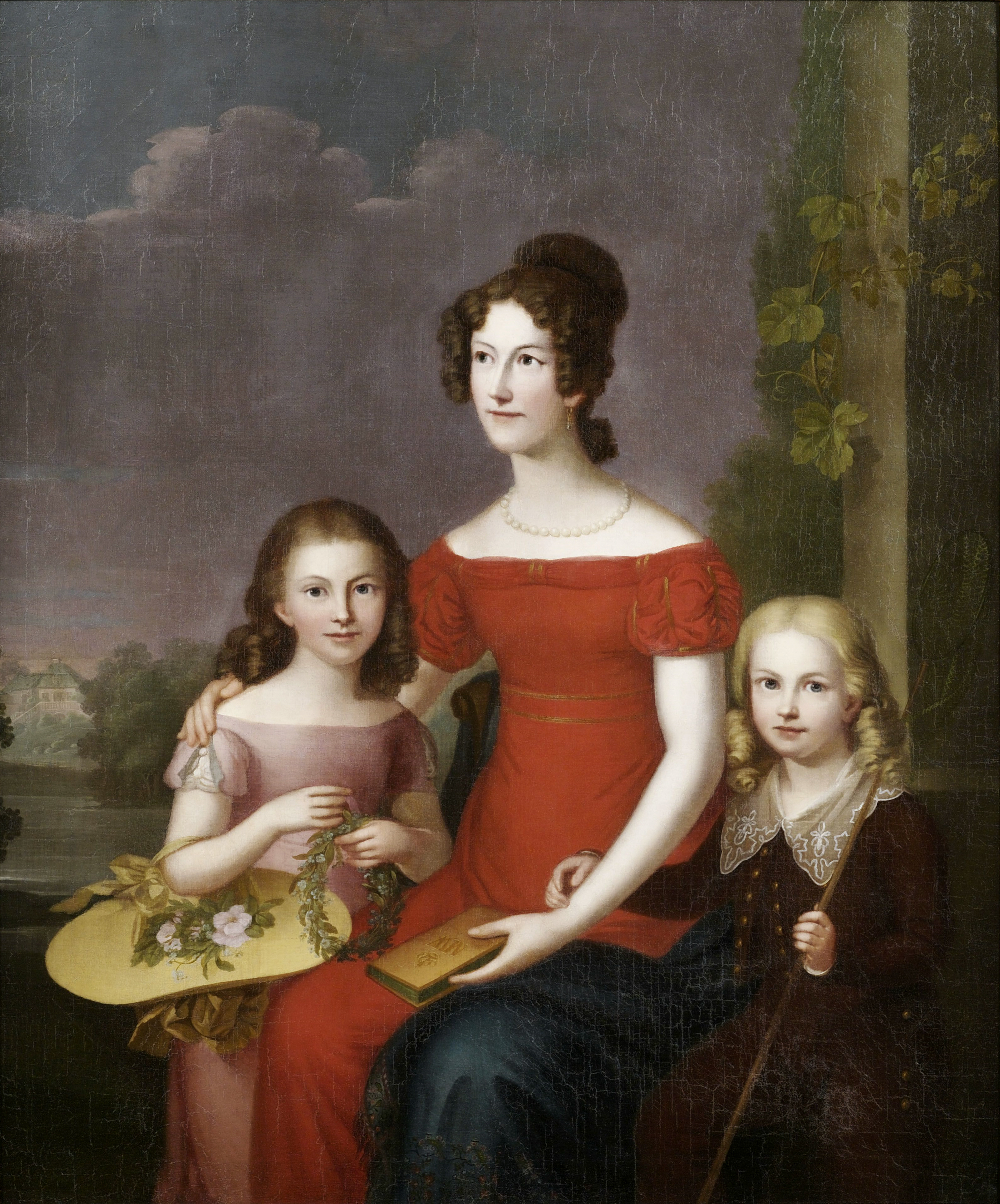
Maria con la madre e il fratello su una balaustra con sfondo paesaggistico

Maria nacque a Pokój, come primogenita del duca Eugenio e della principessa Matilde di Waldeck e Pyrmont, ma visse nell'attuale Germania.

### Matrimonio
Sposò il 9 ottobre 1845, all'età di 27 anni nella sua città natia, Carlo d'Assia-Philippsthal. Ereditarono il langraviato nel giorno di Natale del 1849, alla morte di Ernesto Costantino.

### Ultimi anni e morte
Nel 1868 rimase vedova. Verso l'inizio degli anni '80 fondò a Philippsthal l'Associazione delle donne della patria (in tedesco "Vaterländischen Frauenverein"), impegnata nell'assistenza sociale e infermieristica.
Morì al castello di Philippsthal il 10 aprile 1888, all'età di 70 anni.

## Discendenza
Maria di Württemberg e Carlo II d'Assia-Philippsthal ebbero due figli:
- Ernesto Eugenio Carlo Augusto Bernardo Paolo (Philippsthal, 20 dicembre 1846 - Eisenach, 22 dicembre 1925);
- Carlo Alessandro Eugenio Ermanno (Philippsthal, 3 febbraio 1853 - Jena, 3 settembre 1916).

## Titoli e trattamento
- 25 marzo 1818 - 9 ottobre 1845: Sua Altezza Reale, la duchessa Maria di Württemberg
- 9 ottobre 1845 - 25 dicembre 1849: Sua Altezza Reale, la langravia Maria d'Assia-Philippsthal
- 25 dicembre 1849 - 23 agosto 1866: Sua Altezza Reale, la langravia d'Assia-Philippsthal
- 23 agosto 1866 - 10 aprile 1888: Sua Altezza Reale, la langravia Maria d'Assia-Philippsthal

## Ascendenza
|                                      |                                             |                                                    | Genitori                                  |  |  | Nonni |  |  | Bisnonni                           |  |  | Trisnonni                         |  |
|                                      |                                             |                                                    |                                           |  |  |       |  |  | Federico II Eugenio di Württemberg |  |  | Carlo I Alessandro di Württemberg |  |
|                                      |                                             |                                                    |                                           |  |  |       |  |  | Federico II Eugenio di Württemberg |  |  | Carlo I Alessandro di Württemberg |  |
|                                      |                                             | Maria Augusta di Thurn und Taxis                   |                                           |  |  |       |  |  | Federico II Eugenio di Württemberg |  |  |                                   |  |
| Eugenio Federico di Württemberg      |                                             |                                                    |                                           |  |  |       |  |  | Federico II Eugenio di Württemberg |  |  |                                   |  |
|                                      |                                             | Federica Dorotea di Brandeburgo-Schwedt            | Federico Guglielmo di Brandeburgo-Schwedt |  |  |       |  |  |                                    |  |  |                                   |  |
|                                      |                                             | Federica Dorotea di Brandeburgo-Schwedt            | Federico Guglielmo di Brandeburgo-Schwedt |  |  |       |  |  |                                    |  |  |                                   |  |
|                                      |                                             | Federica Dorotea di Brandeburgo-Schwedt            | Sofia Dorotea di Prussia                  |  |  |       |  |  |                                    |  |  |                                   |  |
| Eugenio di Württemberg               |                                             | Federica Dorotea di Brandeburgo-Schwedt            |                                           |  |  |       |  |  |                                    |  |  |                                   |  |
|                                      |                                             | Cristiano Carlo di Stolberg-Gedern                 | Federico Guglielmo di Brandeburgo-Schwedt |  |  |       |  |  |                                    |  |  |                                   |  |
|                                      |                                             | Cristiano Carlo di Stolberg-Gedern                 | Federico Guglielmo di Brandeburgo-Schwedt |  |  |       |  |  |                                    |  |  |                                   |  |
|                                      |                                             | Cristiano Carlo di Stolberg-Gedern                 | Luisa di Nassau-Saarbrücken               |  |  |       |  |  |                                    |  |  |                                   |  |
| Luisa di Stolberg-Gedern             |                                             | Cristiano Carlo di Stolberg-Gedern                 |                                           |  |  |       |  |  |                                    |  |  |                                   |  |
|                                      |                                             | Eleonora di Reuss-Lobenstein                       | Enrico II di Reuss-Lobenstein             |  |  |       |  |  |                                    |  |  |                                   |  |
|                                      |                                             | Eleonora di Reuss-Lobenstein                       | Enrico II di Reuss-Lobenstein             |  |  |       |  |  |                                    |  |  |                                   |  |
|                                      |                                             | Eleonora di Reuss-Lobenstein                       | Giuliana Dorotea Carlotta di Hochberg     |  |  |       |  |  |                                    |  |  |                                   |  |
| Maria di Württemberg                 |                                             | Eleonora di Reuss-Lobenstein                       |                                           |  |  |       |  |  |                                    |  |  |                                   |  |
|                                      | Carlo Augusto Federico di Waldeck e Pyrmont | Federico Antonio Ulrico di Waldeck e Pyrmont       |                                           |  |  |       |  |  |                                    |  |  |                                   |  |
|                                      | Carlo Augusto Federico di Waldeck e Pyrmont | Federico Antonio Ulrico di Waldeck e Pyrmont       |                                           |  |  |       |  |  |                                    |  |  |                                   |  |
|                                      | Carlo Augusto Federico di Waldeck e Pyrmont | Luisa di Zweibrücken-Birkenfeld                    |                                           |  |  |       |  |  |                                    |  |  |                                   |  |
| Giorgio I di Waldeck e Pyrmont       | Carlo Augusto Federico di Waldeck e Pyrmont |                                                    |                                           |  |  |       |  |  |                                    |  |  |                                   |  |
|                                      |                                             | Cristiana Enrichetta del Palatinato-Zweibrücken    | Cristiano III del Palatinato-Zweibrücken  |  |  |       |  |  |                                    |  |  |                                   |  |
|                                      |                                             | Cristiana Enrichetta del Palatinato-Zweibrücken    | Cristiano III del Palatinato-Zweibrücken  |  |  |       |  |  |                                    |  |  |                                   |  |
|                                      |                                             | Cristiana Enrichetta del Palatinato-Zweibrücken    | Carolina di Nassau-Saarbrücken            |  |  |       |  |  |                                    |  |  |                                   |  |
| Matilde di Waldeck e Pyrmont         |                                             | Cristiana Enrichetta del Palatinato-Zweibrücken    |                                           |  |  |       |  |  |                                    |  |  |                                   |  |
|                                      |                                             | Cristiano Günther III di Schwarzburg-Sondershausen | Augusto di Schwarzburg-Sondershausen      |  |  |       |  |  |                                    |  |  |                                   |  |
|                                      |                                             | Cristiano Günther III di Schwarzburg-Sondershausen | Augusto di Schwarzburg-Sondershausen      |  |  |       |  |  |                                    |  |  |                                   |  |
|                                      |                                             | Cristiano Günther III di Schwarzburg-Sondershausen | Carlotta Sofia di Anhalt-Bernburg         |  |  |       |  |  |                                    |  |  |                                   |  |
| Augusta di Schwarzburg-Sondershausen |                                             | Cristiano Günther III di Schwarzburg-Sondershausen |                                           |  |  |       |  |  |                                    |  |  |                                   |  |
|                                      |                                             | Carlotta Guglielmina di Anhalt-Bernburg            | Vittorio Federico di Anhalt-Bernburg      |  |  |       |  |  |                                    |  |  |                                   |  |
|                                      |                                             | Carlotta Guglielmina di Anhalt-Bernburg            | Vittorio Federico di Anhalt-Bernburg      |  |  |       |  |  |                                    |  |  |                                   |  |
|                                      |                                             | Carlotta Guglielmina di Anhalt-Bernburg            | Albertina di Brandeburgo-Schwedt          |  |  |       |  |  |                                    |  |  |                                   |  |
|                                      |                                             | Carlotta Guglielmina di Anhalt-Bernburg            |                                           |  |  |       |  |  |                                    |  |  |                                   |  |